# Замании
Замании — деревня в Оханском городском округе Пермского края России.

## Географическое положение
Деревня расположена недалеко от правого берега Камы на расстоянии примерно 4 километра по прямой на юго-восток от села Казанка.

## История
Деревня известна с 1623 года. Первоначальное название «починок на речке на Ошапе», в 1629 году упоминалась как деревня Ошап, в 1880-х годах упоминалась как деревня Заманиева или Замании. С 2006 по 2018 год входила в состав Казанского сельского поселения Оханского района. После упразднения обоих муниципальных образований стала рядовым населённым пунктом Оханского городского округа.

## Климат
Климат умеренно континентальный. Наиболее тёплым месяцем является июль, средняя максимальная температура которого 24,8 °C, а самым холодным январь со среднемесячной температурой −17,3 °C. Среднегодовая температура 2,1 °C.

## Население
Постоянное население составляло 111 человек (93 % русские) в 2002 году, 87 человек в 2010 году.